# Präsidentschaftswahl in Albanien 2012

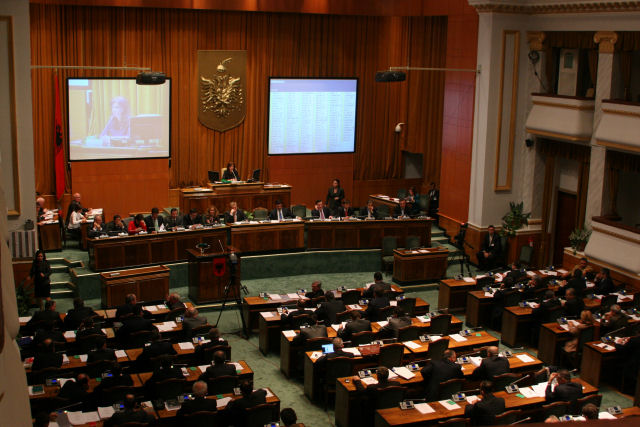
Das albanische Parlament wählt den Präsidenten für fünf Jahre

Die Präsidentschaftswahl in Albanien fand im Juni 2012 statt. Gewählt wurde am 11. Juni 2012 Bujar Nishani.

## Wahlregelung
Die Präsidentschaftswahl ist eine indirekte Wahl. Sie wird in geheimer Abstimmung durch die Abgeordneten des Parlaments abgehalten und kann verfassungsmäßig bis zu fünf Durchgänge haben. Bis zum dritten Anlauf muss ein Kandidat drei Fünftel der Stimmen erhalten, um gewählt zu werden. Falls beim fünften Durchgang wieder einer der beiden Kandidaten nicht die Absolute Mehrheit erreicht, wird das Parlament aufgelöst, und Neuwahlen finden innerhalb von 60 Tagen statt. Das gewählte Staatsoberhaupt amtiert während einer Periode von fünf Jahren.

## Ausgangslage
Im Juni 2007 wählte das Parlament Albaniens nach vier Anläufen den Molekularbiologen Bamir Topi, den Kandidaten der Demokratischen Partei (PD), zum Präsidenten des Landes. Durch innerparteiliche Unstimmigkeiten spaltete sich im April 2012 das Lager um Bamir Topi von der PD ab und gründete eine eigene Partei, die Fryma e Re Demokratike (FRD). Topi selber wird jedoch erst nach seinem Amtsende dieser politischen Bewegung beitreten. Durch diese Teilung Topis von den übrigen Demokraten ist seine Wiederwahl unsicher.

## Kandidaten
Verschiedene Kleinparteien haben schon ihre Unterstützung einiger Kandidaten bekräftigt. Die Christdemokratische Partei sagte der momentanen Parlamentspräsidentin Jozefina Topalli (PD) ihre Unterstützung zu. Die Demokratische Allianz setzt auf ihren Parteivorsitzenden, den Archäologen Neritan Ceka. Weit weniger Chancen werden den zwei Kandidaten der Nationalen Albanischen Front, Aleko Gjergjo und Hajredin Fratari, eingeräumt.
Die Namen der offiziellen Kandidaten der zwei größten Parteien, der Demokratischen und der Sozialistischen Partei (PS), sind noch nicht veröffentlicht worden. Die Sozialisten setzen auf einen Kandidaten, der von beiden Seiten unterstützt wird, während die Demokraten auf eine „verfassungsmäßige Wahl“ setzen, sprich auf eine Wahl mit absoluter Mehrheit.
Im April 2012 gab Fatos Nano seine Ambitionen um das Präsidentschaftsamt bekannt. Am 3. Mai erhielt er nach einem Treffen mit dessen Parteivorsitzenden Vangjel Dule die Unterstützung von der Partei Vereinigung für die Menschenrechte. Auch mit dem Vorsitzenden der Sozialistischen Bewegung für Integration traf sich Nano, um eine mögliche Unterstützung zu bekommen, jedoch blieb dieses Treffen mit Ilir Meta ohne klares Ergebnis.
Der Oppositionsführer Edi Rama (PS) verweigerte im Mai 2012 Nano seine Unterstützung, bevor ihm Fatmir Mediu (PR) und Ministerpräsident Sali Berisha (PD) folgte.

## Wahlverlauf
In den ersten drei Wahlgängen konnte kein Kandidat die notwendige Mehrheit erreichen.
Am vierten Wahlgang nahmen die oppositionellen Sozialisten nicht teil. Mit 73 Stimmen wurde der ehemalige Innenminister Bujar Nishani gewählt. Er trat am 24. Juli die Nachfolge von Bamir Topi an, der seit 2007 Staatsoberhaupt war.